# Massacre do Dia das Bruxas
Massacre do Dia das Bruxas, também conhecido como uma Guerra de Três Dias ou Massacre de Outubro, refere-se aos eventos que ocorreram  de 30 de outubro a 1 de novembro de 1992 em Luanda, Angola, como parte da Guerra Civil Angolana. 

## Contexto
O massacre aconteceu após as eleições presidenciais e legislativas de 1992, as primeiras da história do país. O partido governante, o Movimento Popular de Libertação de Angola (MPLA), reivindicou a vitória nestas eleições. O movimento de oposição que tornou-se partido político, a União Nacional pela Independência Total de Angola (UNITA), questionou a equidade das eleições. Uma vez que nem o candidato do MPLA nem o candidato da UNITA obtiveram a maioria absoluta requerida nas eleições presidenciais, uma segunda volta seria necessária de acordo com a constituição.

## Eventos
À medida que ambas as partes intensificaram a retórica da guerra, o MPLA atacou posições da UNITA em Luanda. Seguiram-se combates que levaram à morte de muitos membros proeminentes da UNITA como Jeremias Chitunda, Elias Salupeto Pena e Aliceres Mango, que foram retirados do seu veículo e mortos a tiros.  Milhares de eleitores da UNITA e da Frente Nacional de Libertação de Angola (FNLA) foram massacrados em todo o país pelas forças do MPLA ao longo de três dias. 

## Resultados
Mais de 10.000 partidários da UNITA e da FNLA foram assassinados pelas forças do MPLA, principalmente dos grupos étnicos ovimbundos e bacongos.  Outras estimativas, baseadas em números da Igreja Católica, estimam que 25.000 a 40.000 partidários da UNITA e da FNLA foram mortos. 